# Spitalkirche zum Heiligen Geist (Weißenburg)

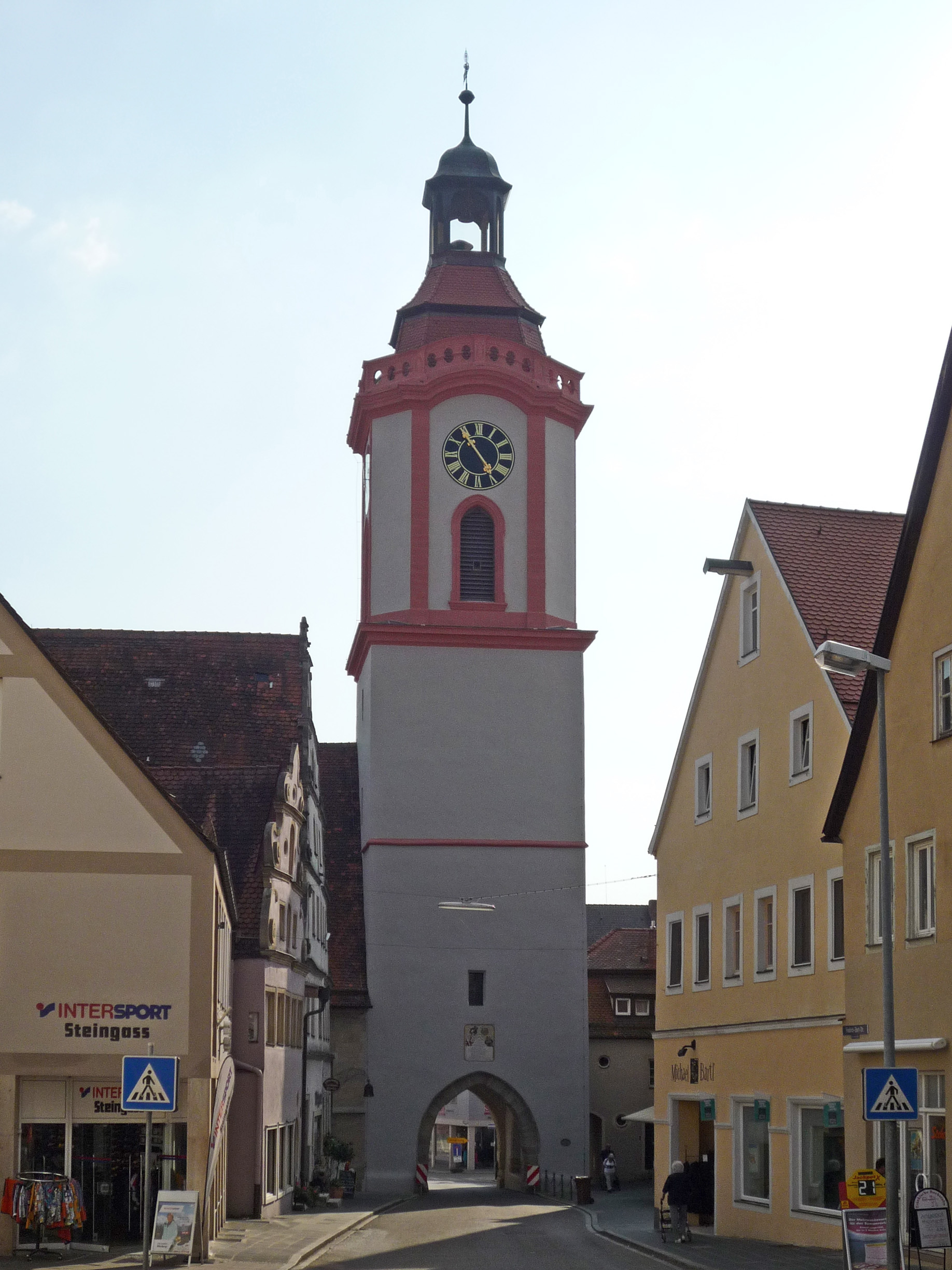
Spitalkirche: Kirchturm mit Tor von Norden

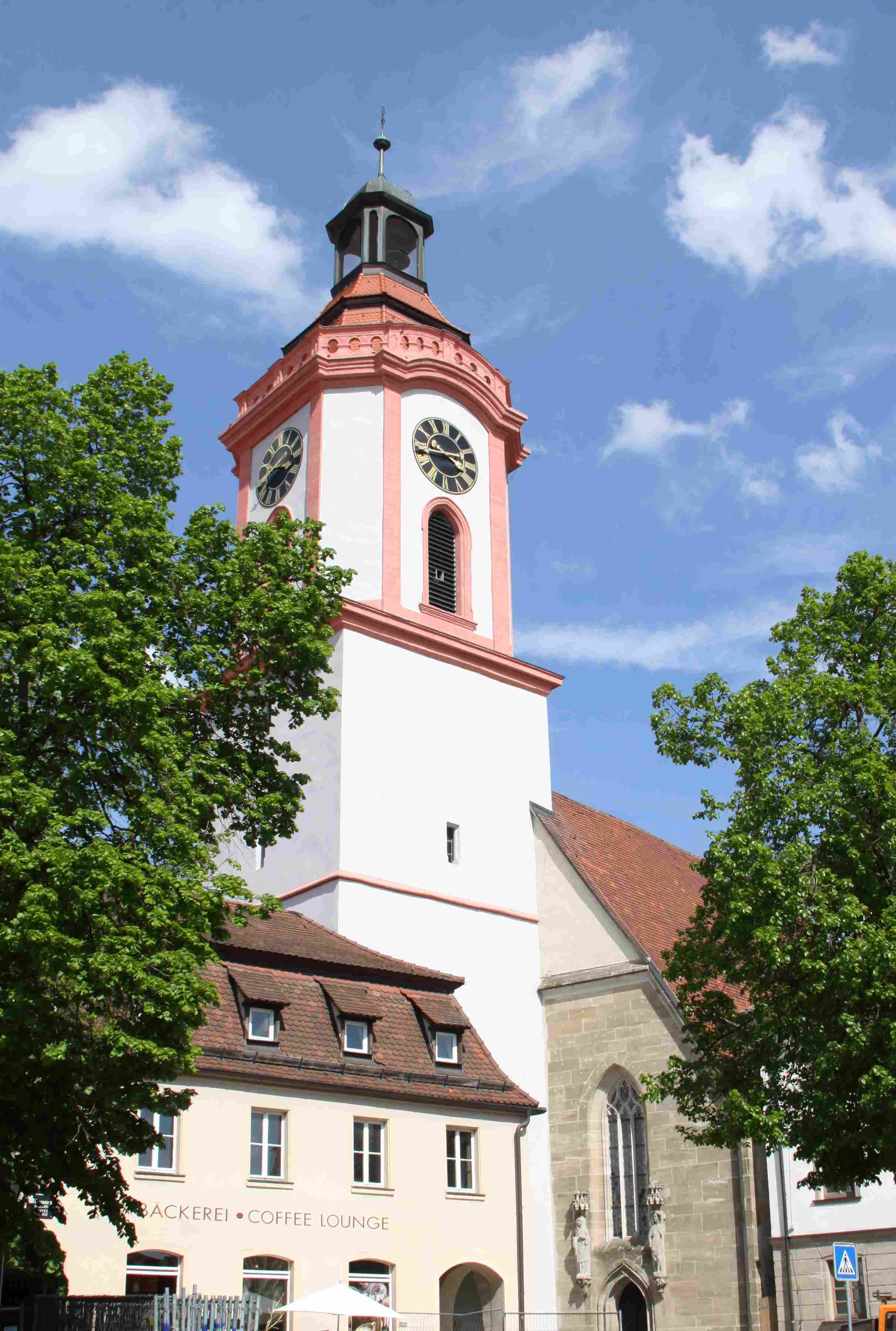
Das Spitaltor teilt die Friedrich-Ebert-Straße, Ansicht von Süden

Die Spitalkirche zum Heiligen Geist ist eine evangelische Spitalkirche in der denkmalgeschützten Altstadt von Weißenburg in Bayern. Die barocke Kirche ist unter der Denkmalnummer D-5-77-177-150 als Baudenkmal in die Bayerische Denkmalliste eingetragen.

## Lage
Die Spitalkirche befindet sich am Einmündungspunkt von Wildbadstraße, Höllgasse und Untere Stadtmühlgasse in die Friedrich-Ebert-Straße. Nördlich der Kirche befindet sich am Ende der Friedrich-Ebert-Straße der Weißenburger Marktplatz. Durch das Tor wird die Friedrich-Ebert-Straße geteilt. Dort, wo sich heute die Kirche befindet, war früher die südliche Stadtmauer. Durch die Stadterweiterung im 14. Jahrhundert wurde die Stadtmauer nach Süden hin zur Weißenburger Vorstadt in eine zweite Stadtmauer einbezogen.

## Geschichte
Im Jahre 1447 wurde ein bürgerliches Spital eingerichtet. Anstatt die alte Stadtmauer und das alte Tor, die seit der Stadterweiterung im 14. Jahrhundert sich innerhalb der Altstadt befanden, abzureißen, baute man die Stadtmauer in die Kirche mit ein und aus dem ehemaligen Stadttor wurde der Kirchturm. Nach einer Verzögerung durch einen Städtekrieg von 1449 bis 1451 wurde 1458 das Dachwerk aufgeführt und der Chor 1493 vollendet. Das Spitalwesen war eine große Geldquelle für Stadt und Kirche, weshalb man das Kleine Spital im Jahre 1586 an die seit 1530 reformierte Kirche hinzubaute. 1729 wurde die Spitalkirche zusammen mit dem Kleinen Spital im Jahre 1729 von Gabriel de Gabrieli erneuert und barockisiert. Durch Winterstürme in den 1990er Jahren gab es große Schäden, weshalb die Kirche ab 1993 mit Unterbrechungen bis zum Jahr 2003 vollständig renoviert wurde.

## Baubeschreibung
Die spätgotische und im Inneren barockisierte Kirche besteht aus einem einschiffigen Langhaus mit eingezogenem, fünfseitig geschlossenem Chor. Südlich des Chors schließt sich die Sakristei an. Das an der Nordseite dreiachsig gegliederte Langhaus ist bis auf die beiden Portale schmucklos. Im Chor befinden sich in den Ecken runde Strebepfeiler, deren Kapitelle mit Tartschen haltenden Engeln geziert sind. Durch den Bau des Chors entstand eine Achsenverschiebung zwischen Langhaus und Chor von 2°, ähnlich wie an der Weißenburger Stadtpfarrkirche St. Andreas.

## Einrichtung

### Wandmalereien
An der Südwand befindet sich ein Bildzyklus zum Leben Jesu. Die Wandfresken sind auf das Jahr 1480 datiert. Als Seccomalerei ist auf 30 nahezu quadratischen Bildfeldern das Leben Jesu dargestellt. Die Fresken an der Nordwand, die eine Mariengestalt und die Vierzehn Nothelfer zeigen, wurden nach 1493 angebracht. Die vielen Fresken wurden wahrscheinlich von Künstlern aus Nürnberg gemacht. Eine Deckenfreske zeigt die Himmelfahrt. Flankiert wird ein Bild des Kirchenpatrons von je zwei Bildern in der Querachse und in der Längsachse.

### Altar
Der Altar eines namentlich nicht bekannten Nördlinger Bildhauers wurde 1712 vom Weißenburger Bürgermeister Sonnemeyer gestiftet. Der Altar zeigt eine in der Region beispiellose Kombination eines freiplastischen Kruzifixes mit einem schreinartigen Aufbau und Hintergrundmalerei. Der Aufbau wird großflächig von Akanthusranken umrahmt.

### Orgel
Die Orgel der Kirche wurde im Jahre 1790 von dem Orgelbauer Gottfried Pfähler aus Oberbürden in Württemberg gefertigt. Die Bildhauerarbeiten am Gehäuse der Orgel schuf der Ellinger Joseph Winkel. Das Kopfstück des Orgelprospektes wurde mit dem Weißenburger Stadtwappen verziert. Das Werk im historischen Gehäuse wurde 1975 durch G. F. Steinmeyer & Co. neu errichtet. Es umfasst 11 Register auf zwei Manualen und Pedal.

### Weiteres
Die Kanzel mit Rankenwerk und gewundenen Ecksäulen wurde 1675 gestiftet. Die Emporen stammen ebenfalls von dieser Zeit. 1966 wurde eine Marien- und eine Katharinenstatue durch Kopien des Ellinger Uwe Günther ersetzt, der auch die Steinfiguren im Westportal schuf. Der gotische Chorgestühl ist erhalten.

### Spitaltor
Das Spitaltor, der Kirchturm der Spitalkirche, war vor der Stadterweiterung ein Tor der Stadtmauer. Nach der Stadterweiterung nutzte man das Tor als Kirchturm. Der Kern des Spitaltors ist aus dem 14. Jahrhundert.  1728 wurde im Zuge der Barockisierung der Kirchturm aufgestockt. Das achteckige Obergeschoss trägt ein Mansarddach mit aufgesetzter Laterne. Zwischen Mansarddach und Sandsteinbalustrade befindet sich ein schmaler Umgang. Bei der Renovierung von 1993 bis 2005 wurde die Turmuhr samt Zifferblättern und Zeiger erneuert.

### Falkennest
Auf der Nordseite des Turmes befindet sich ein von der Stadt Weißenburg eingebautes Falkennest. Dieses wird seit seiner Fertigstellung nun auch regelmäßig von Brutpaaren aufgesucht. Im Jahr 2020/2021 installierte die Stadt mehrere Live Webcams. Dank dieser Technik lassen sich seitdem die Falken von ihrer Brut bis zum ersten Ausflug der Jungen auf YouTube live beobachten. 2022 zieht dort ein Wanderfalkenpaar seine drei Jungen auf.